# Sveriges herrlandskamper i fotboll 2010
Sveriges herrlandskamper i fotboll 2010.

## Matcher

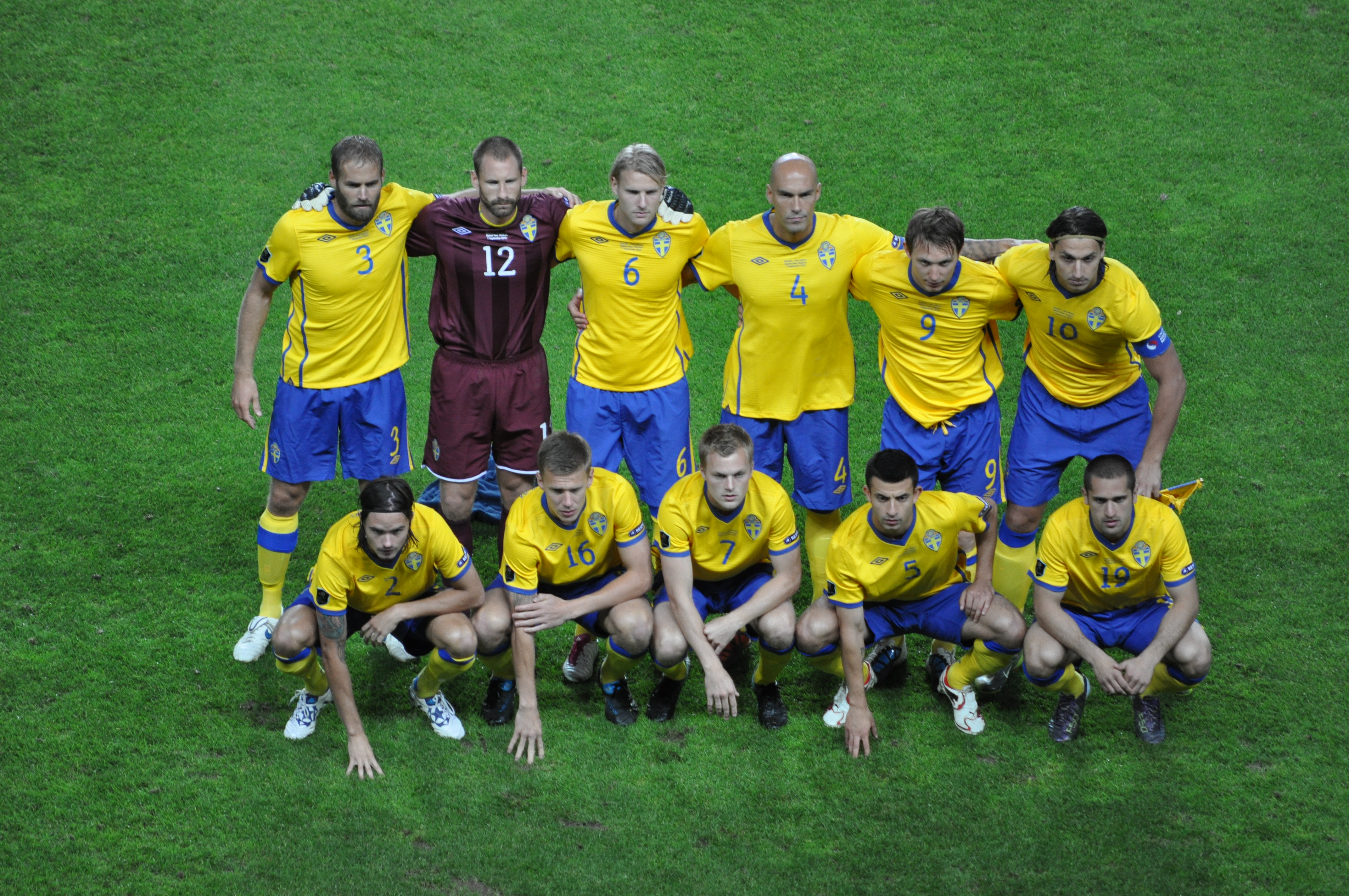
Sverige-San Marino (6-0) i Malmö 2010.

| Datum       | Spelplats                     |               |                         | Resultat      | Typ av match      | Målskyttar |
| ----------- | ----------------------------- | ------------- | ----------------------- | ------------- | ----------------- | --- |
| 20 januari  | Seeb-stadion Muskat           | Oman          | Sverige                 | 0 – 1 Rapport | Träningsmatch     | 0–1 35′ Anders Svensson |
| 23 januari  | Abbasiyyin-stadion Damaskus   | Syrien        | Sverige                 | 1 – 1 Rapport | Träningsmatch     | 1–0 5′ Raja Rafe 1–1 87′ Mathias Ranégie |
| 3 mars      | Liberty Stadium Swansea       | Wales         | Sverige                 | 0 – 1 Rapport | Träningsmatch     | 0–1 44′ Johan Elmander |
| 29 maj      | Råsunda fotbollsstadion Solna | Sverige       | Bosnien och Hercegovina | 4 – 2 Rapport | Träningsmatch     | 1–0 44′ Ola Toivonen 1–1 47′ Sejad Salihovič 2–1 68′ Martin Olsson 3–1 83′ Martin Olsson 3–2 90′ Ermin Zec 4–2 90+2′ Marcus Berg                                           |
| 2 juni      | Dinamostadion Minsk           | Vitryssland   | Sverige                 | 0 – 1 Rapport | Träningsmatch     | 0–1 47′ Christian Wilhelmsson |
| 11 augusti  | Råsunda fotbollsstadion Solna | Sverige       | Skottland               | 3 – 0 Rapport | Träningsmatch     | 1–0 4′ Zlatan Ibrahimović 2–0 39′ Emir Bajrami 3–0 56′ Ola Toivonen |
| 3 september | Råsunda fotbollsstadion Solna | Sverige       | Ungern                  | 2 – 0 Rapport | Kval till EM 2012 | 1–0 51′ Pontus Wernbloom 2–0 73′ Pontus Wernbloom |
| 7 september | Swedbank Stadion Malmö        | Sverige       | San Marino              | 6 – 0 Rapport | Kval till EM 2012 | 1–0 7′ Zlatan Ibrahimović 2–0 12′ Davide Simoncini (självmål) 3–0 26′ Aldo Simoncini (självmål) 4–0 51′ Andreas Granqvist 5–0 77′ Zlatan Ibrahimović 6–0 90+3′ Marcus Berg |
| 12 oktober  | Amsterdam Arena Amsterdam     | Nederländerna | Sverige                 | 4 – 1 Rapport | Kval till EM 2012 | 1–0 4′ Klaas-Jan Huntelaar 2–0 37′ Ibrahim Afellay 3–0 55′ Klaas-Jan Huntelaar 4–0 59′ Ibrahim Afellay 4–1 69′ Andreas Granqvist                                           |
| 17 november | Nya Ullevi Göteborg           | Sverige       | Tyskland                | 0 – 0 Rapport | Träningsmatch     | |

## Sveriges målgörare 2010
| 3 mål - Zlatan Ibrahimović 2 mål - Marcus Berg - Andreas Granqvist - Martin Olsson - Ola Toivonen - Pontus Wernbloom 1 mål - Emir Bajrami - Johan Elmander - Mathias Ranégie - Anders Svensson - Christian Wilhelmsson Självmål (för Sverige) - Aldo Simoncini (1) - Davide Simoncini (1) |